# Jóhan Hendrik Winther Poulsen

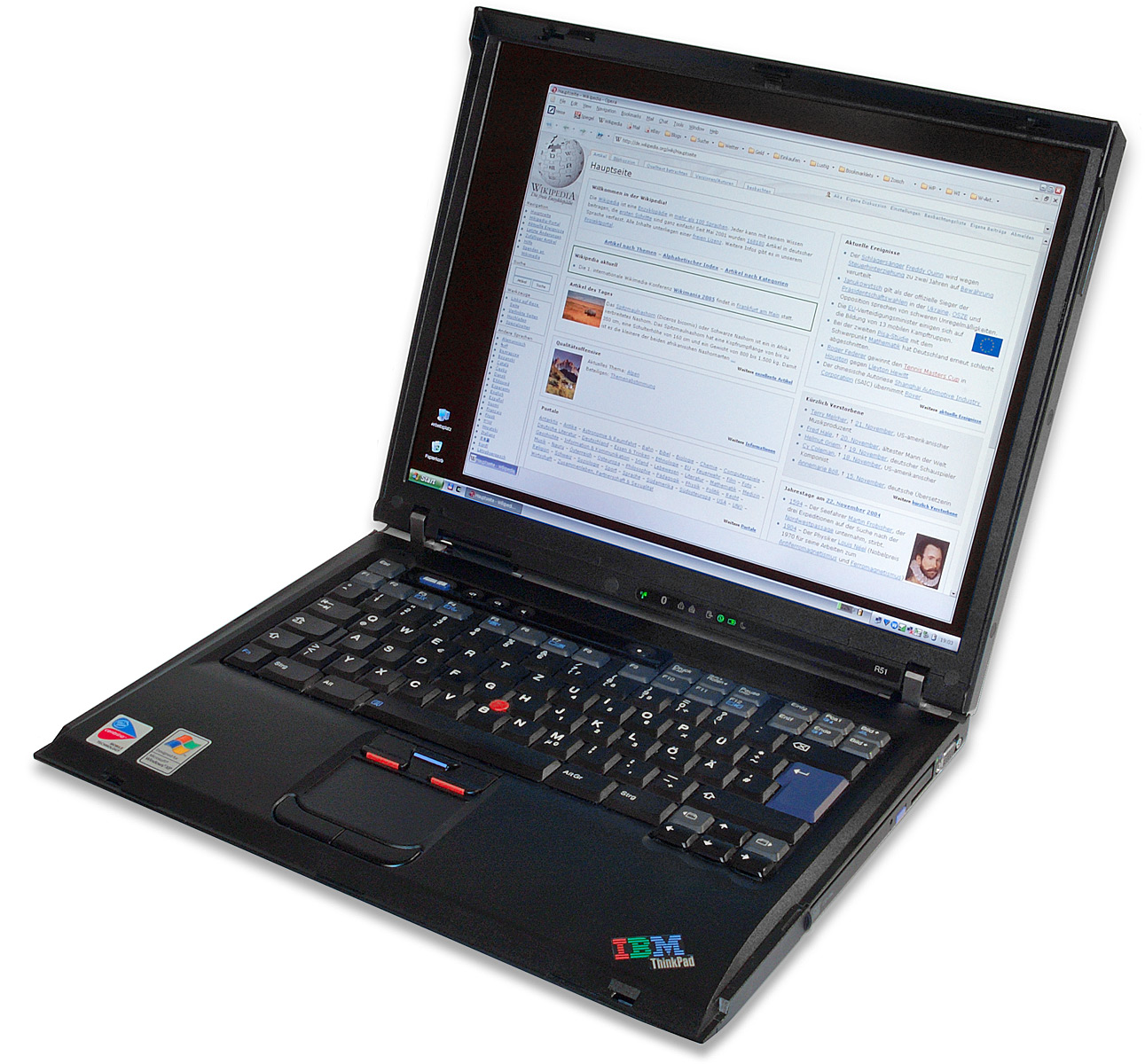
Wenn die Färinger heutzutage von einer „telda“ reden, so denken sie oft, das stehe für TeleData. Tatsächlich hat Winther Poulsen es aus dem nordischen Wort tal für „Zahl“ abgeleitet. Heute spricht niemand auf den Färöern mehr von einem komputari, wie diese Geräte früher hießen.

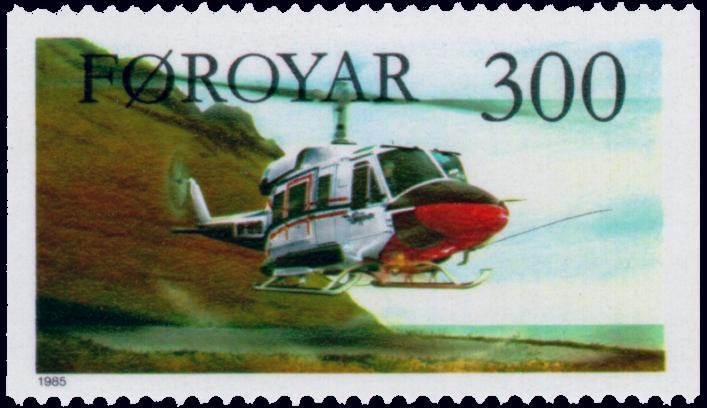
Anfang der 1980er bekamen die Färöer ihren ersten eigenen Hubschrauber. Zunächst nannte man ihn helikoptari, doch Poulsen machte um 1985 daraus eine „tyrla“ und leitete es aus dem Wort für Quirl ab. Auch dieser Neologismus konnte das fremdsprachliche Synonym vollständig verdrängen.

Jóhan Hendrik Winther Poulsen (* 20. Juni 1934 in Sumba, Färöer; † 19. Dezember 2022) war ein färöischer Linguist. Die färöische Sprache verdankt ihm neben dem ersten muttersprachlichen Wörterbuch Føroysk orðabók eine Reihe von Neologismen, die als beispielhaft für die färöische Sprachpolitik gelten, deren unbestrittener Mentor er war.

## Leben
Jóhan Hendrik war der Sohn von Niels Winther Poulsen (1902–1990) aus Skopun und Kristianna, geborene Mikkelsen (1904–1985), aus Tvøroyri. Sein Vater war Lehrer in Sumba, bis er 1940 eine Stelle in seinem Heimatort Skopun auf Sandoy bekam.
Jóhan Hendrik ging in Skopun zur Schule, bis er 1948 nach Tórshavn ging, um am Gymnasium in Hoydalar 1952 sein Abitur zu machen. Danach studierte er an der Gelehrten Hochschule in Kopenhagen zunächst Latein und Englisch, wechselte dann aber zur Skandinavistik. 1960 bis 1962 studierte er in Reykjavík. 1966 machte er in Kopenhagen seinen Magisterabschluss. Danach arbeitete er dort für ein Jahr an einem Wörterbuch für Altnordisch mit. 1967 und 1968 war er Dozent für Altnordisch und die modernen skandinavischen Sprachen in Illinois.
1968 kam er auf Honorarbasis an die Universität der Färöer (Fakultät für färöische Philologie Føroyamálsdeildin). 1972 wurde er Leiter der Abteilung mit dem Titel Lektor. Am 7. Dezember 1986 wurde er vom Ministerpräsidenten Atli P. Dam zum Skandinavistik-Professor an der Universität der Färöer ernannt (Schwerpunkt Färöisch). Damit war er nach Christian Matras der zweite färöische Professor überhaupt. Am 1. September 1997 wurde er pensioniert.

## Werk
Schon in seiner Studienzeit half er Christian Matras bei der Herausgabe des Føroysk-donsk orðabók (Färöisch-Dänisches Wörterbuch), das 1961 als 2. Ausgabe erschien und bis heute maßgeblich ist. 1968 wurde er von der Universität der Färöer mit der Herausgabe eines Ergänzungsbandes zu diesem Wörterbuch betraut, der 1974 herauskam.
Als er die große Sammlung von Wörtern in der Färöischen Fakultät sichtete, fielen ihm die unzähligen Fragen auf, die sich zu diesen Wörtern hinsichtlich Bedeutung, Nutzung, Aussprache, Ausbreitung usw. ergaben. Poulsens Ehrgeiz war es, diese Dinge zu beantworten, und aus seiner Studienzeit auf Island wusste er, dass man dort das Radio nutzte, um Muttersprachler zu erreichen, die etwas dazu sagen konnten. Das Útvarp Føroya brachte am 23. Oktober 1969 die erste Sendung Orðabókin („das Wörterbuch“), die fortan im Winter alle 14 Tage ausgestrahlt wurde. Die 198. Sendung kam am 26. April 1993 und war die letzte. Die meisten Antworten auf diese Sendungen flossen in die Arbeit zum großen Føroysk orðabók ein, das 1998 erschien. Es ist das erste muttersprachliche Wörterbuch für die Färinger und hat 65.000 Stichwörter. Für Winther Poulsen war es die Krönung seiner Arbeit. 2007 wurde es komplett digitalisiert.

## Ämter
Jóhan Hendrik Winther Poulsen war 1977 bis 1992 Mitglied des Rates des Føroya Fróðskaparfelag, der färöischen Akademie der Wissenschaften. Er war Mitherausgeber der Bücher 23. bis 39. der Akademie. 1987–90 saß er im Direktorat der Universität.
Die färöische Sprache verdankt ihm auch viele Neologismen (neue Wortschöpfungen) im Rahmen der färöischen Sprachpolitik, als deren Kopf er gilt. Seit der Gründung am 24. September 1985 bis zum 1. Oktober 1997 war Poulsen Vorsitzender des färöischen Sprachausschusses Føroyska málnevndin. In dieser Funktion schrieb er alle Ausgaben der Reihe Orðafar, die ständig Auskunft zu Zweifelsfällen der färöischen Sprache gab und heute im Internet zur Verfügung steht.
Als die färöische Volkskirche 1990 die zweite Ausgabe des Gesangbuchs herausgab, war Poulsen einer der Verantwortlichen.
1992 richtete die Landesregierung der Färöer ein Komitee zur Frage der färöischen Personennamen ein. Poulsen war eines der Mitglieder. Ebenfalls war er Mitglied des Komitees der Kommune Tórshavn in der Frage der städtischen Straßennamen.
An der Pädagogischen Hochschule der Färöer saß er im Rat, der die Prüfungsaufgaben für Färöisch verfasste. Er war dort ebenfalls einer der Prüfer.
Poulsen war Vorsitzender des Orðabókagrunnur, eines öffentlichen Fonds, der sich um die Herausgabe aller färöischen Wörterbücher kümmert. Als Vertreter der Färöer saß er im Nordischen Sprachsekretariat des Nordischen Rates und im NORNA, dem nordischen Komitee zur Namenforschung. Für das Projekt des europäischen Sprachatlasses Atlas Linguarum Europæ war er der Repräsentant des Färöischen.
1991 wurde Poulsen mit dem Literaturpreis der Färöer für Sachliteratur geehrt.

## Neologismen
Das Werk Mál í mæti von 2004 listet eine Auswahl von 500 Neologismen auf, die auf Jóhan Hendrik Winther Poulsen zurückgehen. Beispiele für seine populärsten Wortschöpfungen sind:
- telda – Computer (von tal „Zahl“)
- tyrla – Hubschrauber (von tyril „Quirl“)
- fløga – CD (ursprünglich „dicke Scheibe Aufschnitt“)
- flogbóltur – Volleyball (wörtlich „Flugball“)

## Schriften
Eine Auswahl von Schriften von Jóhan Hendrik Winther Poulsen:
- 1966 – Færøsk personnavneskik i fortid og nutid. Personnavneskikken i Sandoy syssel (Magisterarbeit über die Tradition der färöischen Personennamen mit Schwerpunkt auf Sandoy).
- 1969 – Føroysk lýsingarorð, sum enda við -aligur. In: Fróðskaparrit. Band 17, S. 100–104 (über färöische Adjektive, die auf -aligur enden).
- 1974 – Føroysk donsk orðabók. Færøsk-dansk ordbog Eykabind. Supplementsbind. Tórshavn: Føroya Fróðskaparfelag (Zusatzband zum Färöisch-Dänischen Wörterbuch von Mads Andreas Jacobsen und Christian Matras von 1961).
- 1981 – The Faroese Language Situation. In: Einar Haugen, J.C. McClure, D. Thomsen (Hrsg.): Minority Languages Today. Edinburgh University Press, S. 144–51.
- 1981 – Nogle ord om lovgivning og færøsk sprog. In: Språk i Norden 1981. („Einige Worte zur Gesetzgebung und der färöischen Sprache“).
- 1985 – Orðagerð á heimligum støði. In: Språk i Norden 1985. S. 46–56 („Wortschöpfungen auf heimischem Boden“).
- 1985 – Fólkanøvn í Føroyum. In: Studia anthroponymica Scandinavica. Band 3, S. 59–71 („Personennamen auf den Färöern“).
- 1985 – Nøkur teldorð: Føroysk–Dansk/Ensk, Dansk/Ensk–Føroysk. Tórshavn: Málstovnur Føroya Fróðskaparfelags („Einige Computerbegriffe“, online).
  - 1990 – Nøkur teldorð. 2. Ausgabe.
- 1986 – Færøiske sprogspørgsmål. In: Språk i Norden 1986. S. 60–64 („Färöische Sprachfragen“).
- 1989 – Engelsk påvirkning på færøsk. In: Språk i Norden 1989. („Englischer Einfluss auf das Färöische“).
- 1994 – Sandoyarmál – leysligar hugleiðingar. In: Fróðskaparrit. Band 42, S. 117–123.
- 1995 – Høgætt og lágætt. In: Málting. Band 15, S. 2–5.
- 1995 – Vargur og revur í Føroyum. In: Svenska landsmål och svensk folkliv. S. 265–269.
- 1996 – Fløga – lítil orðsøga. In: Málting. Band 17, S. 20–24.
- 1996 – Personnavne i færøsk skønlitteratur. In: Språk i Norden 1996.
- 1997 – Det færøske sprog. In: Allan Karker, Birgitta Lindgrend, Ståle Lølnd (Hrsg.): Nordens språk. Oslo: Nordisk språksekretariat – Novus forlag, S. 177–192.
- 1997 – Det færøske sprogs situation. In: Bengt Sigurd (Hrsg.): De nordiske språkenes framtid. Oslo: Cappelen, S. 90–102.
- 1997 – Flogbóltur. In: Marianne Blomqvist (Hrsg.): Ord och några visor tillägnade Kurt Zilliacus 21.7.1997. Helsinki, S. 226–229.
- 1997 – Føroyskar máliskur. In: Magnús Snædal und Turið Sigurðardóttir (Hrsg.): Frændafundur 2. Tórshavn: Føroya Fróðskaparfelag, S. 98–101.
- 1998 – Føroysk orðabók. Tórshavn: Føroya Fróðskaparfelag (Färöisch–Färöisches Wörterbuch, seit 2007 auch online).
- 2000 – Føroyskt fyri íslendskum árini. In: Magnús Snædal und Turið Sigurðardóttir (Hrsg.): Frændafundur 3. Reykjavík: Háskólaútgáfan, S. 131–137.
- 2002 – Oljuorð. (Wortliste rund um die Erdölförderung, online).
- 2003 – Orðamaðurin Christian Matras. In: Christian Matras – aldarminning. Tórshavn: Føroya Fróðskaparfelag, S. 73–81.
- 2004 – Anfinnur Johansen et al. (Hrsg.): Mál í mæti: greinasavn eftir Jóhan Hendrik W. Poulsen útgivið í sambandi við sjeyti ára føðingardag hansara 20. juni 2004. Tórshavn: Føroya Fróðskaparfelag, ISBN 99918-41-84-9 (Artikelsammlung).

## Sekundärliteratur
- 2004 – Anfinnur Johansen und Hans Joensen: Formæli. In: Mál í mæti : greinasavn eftir Jóhan Hendrik W. Poulsen útgivið í sambandi við sjeyti ára føðingardag hansara 20. juni 2004 Tórshavn: Føroya Fróðskaparfelag, ISBN 99918-41-84-9 (Vorwort zur Festschrift anlässlich des 70. Geburtstages von Jóhan Henrik W. Poulsen, S. 9–11, 6. Mai 2004).